# Vago (banda)
Vago fue una agrupación mexicana de rock con sede en Nezahualcóyotl, Estado de México y estuvo activa entre 1983 y 1994.

## Historia
La banda tuvo sus orígenes a finales de 1979 como una banda de covers. Fue iniciada por el joven bajista Gabriel Briseño que junto a Rodolfo León Sosa (León Vago) se dedicaron a cantar en lugares conocidos como «hoyos funky» y lugares aledaños de la Colonia Nueva Atzacoalco al norte de la Ciudad de México. Interpretaban canciones de bandas como Scorpions hasta The Doors, Three Souls in My Mind y Quiet Riot.
En 1983 se les unen los jóvenes Everardo Mújica (Lalo Tex, de Tex-Tex) en la guitarra y Carlos César Sánchez Hernández (Charlie Monttana) como cantante, que si bien el grupo se conformaría al pasar del tiempo como un power trío.
Aunque Vago tiene sus raíces en la Ciudad de México, es en el municipio de Nezahualcóyotl en el Estado de México donde lograrían echar raíces, ya que ahí es donde reside Charlie. También es donde lograrían hacerse a conocer al público de las periferias de la ciudad.
Lograron obtener su primera grabación con la disquera Discos Denver, apadrinados por Alejandro Lora de “El Tri”.
Vago estuvo activo durante 11 años y solamente publicó 2 EP. Se desintegraron en 1994. Charlie Monttana fue invitado a formar parte del grupo “MARA” y León incursionó en bandas como “El Haragán y Cía.”, entre otros. Con el tiempo, tanto Monttana como León se hicieron solistas, respectivamente.
Vago es uno de los grupos más representativos del Rock Nacional debido a la peculiar voz de Charlie Monttana y a la imagen Glam del grupo, aunado a que León Vago es considerado como uno de los guitarristas más exuberantes de México. 
Canciones irreverentes como “Tu mamá no me quiere”, “De que el amor apesta, apesta”, “No sabes chupar”, “Anís amigos del Mico”; baladas como “Cayendo” y “Como las hojas” y un muy pesado Heavy Metal como ”Suicida”, son temas clásicos en el underground mexicano.

## Miembros
- Rodolfo León Sosa (León Vago) - guitarra[5][6]
- Carlos César Sánchez Hernández (Charlie Monttana) - voz[6][7]
- Héctor Prado - batería
- Sergio Alderete - bajo

## Exmiembros
- Everardo Mújica Sánchez (Lalo Tex, del grupo Tex-Tex) - guitarra solista (1983-1987)[6][8]
- Gabriel Briseño - bajo (1983-1985)[6]
- Francisco Gatica - teclado (1983 - 1985)[6]

## Discografía
- Acelerado(1983)
- Suicida (1992)
- Vagando (1993 ) reedición por Denver contiene dos temas más que album original Acelerado: oferta y oportunidad / / Probre de ti